# Caso Elizabeth Canning
Elizabeth Canning (17 de septiembre de 1734-junio de 1773) fue una sirvienta inglesa que afirmó haber sido secuestrada y retenida contra su voluntad en un pajar durante casi un mes. Finalmente, se convirtió en el centro de uno de los misterios criminales ingleses más famosos del siglo XVIII.
Canning desapareció el 1 de enero de 1753, antes de regresar casi un mes después a la casa de su madre en Aldermanbury, en la ciudad de Londres, demacrada y en «una condición deplorable». Después de ser cuestionada por amigos y vecinos preocupados, fue entrevistada por el concejal local, quien emitió una orden de arresto contra Susannah Wells, la mujer que ocupó la casa en la que se suponía que Canning estaba detenida. En la casa de Wells en Enfield Wash, Canning identificó a Mary Squires como otra de sus raptoras, lo que provocó el arresto y la detención de Wells y Squires. El magistrado de Londres Henry Fielding se involucró en el caso, poniéndose al lado de Canning. Se hicieron más detenciones y se tomaron varias declaraciones de testigos, y Wells y Squires finalmente fueron juzgadas y halladas culpables.
Sin embargo, Crisp Gascoyne, juez de primera instancia y Lord Mayor de Londres, no estaba contento con el veredicto y comenzó su propia investigación. Habló con testigos cuyo testimonio implicaba que Squires y su familia no podían haber secuestrado a Canning, y entrevistó a varios de los testigos de la fiscalía, algunos de los cuales se retractaron de su testimonio anterior. Ordenó el arresto de Canning, luego fue juzgada y declarada culpable de perjurio. Squires fue indultada y Canning fue sentenciada a un mes de prisión y siete años de destierro penal.
El caso de Canning enfrentó a dos grupos de creyentes: los «canningitas» pro-canning y el pueblo gitano pro squires. El juez Gascoyne fue abiertamente abucheado y atacado en la calle, mientras los autores interesados libraban una feroz guerra de palabras sobre el destino de la joven, a menudo criada implacable. Ella murió en Wethersfield (Connecticut), en 1773, pero el misterio que rodea su desaparición sigue sin resolverse.

## Historia
Canning nació el 17 de septiembre de 1734 en la ciudad de Londres, era la mayor de cinco hijos sobrevivientes nacidos de William, un carpintero y Elizabeth Canning. La familia vivía en dos habitaciones en Aldermanbury Postern —una área al norte de Aldermanbury que anteriormente se extendía desde una puerta posterior en la Muralla de Londres a la calle Fore, que ya no existe— en Londres. Aldermanbury era un barrio respetable pero no particularmente rico. Canning nació en la pobreza. Su padre murió en 1751 y su madre y cuatro hermanos compartieron una propiedad de dos habitaciones con James Lord, un aprendiz. Lord ocupó la habitación de delante del edificio, mientras que la familia de Canning vivía en la habitación de atrás. Su escolarización se limitó a unos pocos meses en una escuela de escritura, y a partir de los 15 o 16 años trabajó como sirvienta en la casa del vecino cercano John Wintlebury, quien la consideró una chica honesta y tímida. Desde octubre de 1752 vivió en la casa vecina de un carpintero Edward Lyon, que compartía la opinión de Wintlebury sobre la joven sirvienta. Canning fue descrita como una persona regordeta de 18 años, de aproximadamente 1,5 m de altura, con una cara marcada por la viruela, una nariz larga y recta y ojos muy abiertos.

### Desaparición
Canning desapareció el 1 de enero de 1753. Sin trabajo ese día, pasó tiempo con su familia e hizo planes para ir de compras con su madre después de visitar a sus tíos (Alice y Thomas Colley), pero cambió de opinión y se quedó con ellos hasta la noche. Alrededor de las 9 p. m., acompañada por su tía y su tío durante aproximadamente dos tercios del viaje, se fue para regresar a su alojamiento en Aldermanbury.

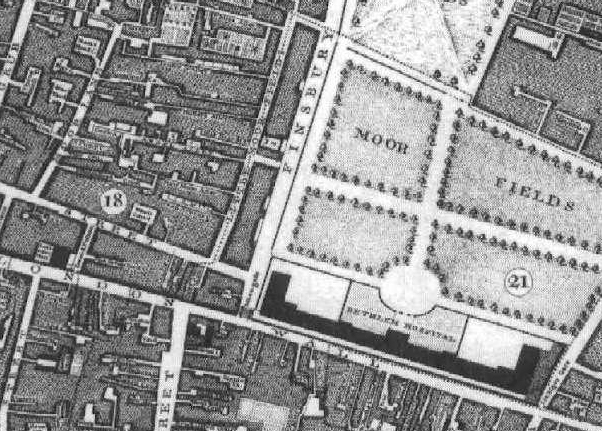
Mapa de la Muralla de Londres, Moorgate, Moorfields y Hospital Real de Bethlem del mapa de Londres de John Rocque, fechado en 1746.

Cuando no regresó a su alojamiento en la casa de Edward Lyon, su empleador la buscó dos veces en la casa de su madre. La cual envió a sus otros tres hijos a Moorfields para buscarla, mientras que James Lord fue a ver a los Colley, quienes le dijeron que habían dejado a Elizabeth alrededor de las 9:30 p. m., cerca de la iglesia de Aldgate en Houndsditch. A la mañana siguiente, la madre de Elizabeth, también viajó a la casa de los Colley, pero fue en vano, ya que Elizabeth todavía estaba desaparecida. A los vecinos se les preguntó si sabían su paradero, y pasaron las semanas mientras se buscaba por todo el barrio, y sus familiares recorrían la ciudad. Se colocó un anuncio en los periódicos, se leyeron oraciones en voz alta en iglesias y casas de reunión, pero aparte de un informe de haber escuchado «grito de mujer» en un coche de alquiler el 1 de enero, no se encontraron pistas sobre la desaparición de Elizabeth.

### Reaparición
Canning reapareció alrededor de las 10 p. m. el 29 de enero de 1753. Su madre al ver a su hija, a quien no había visto en casi un mes, se desmayó. Una vez recuperada, envió a James Lord a buscar a varios vecinos, y al cabo de pocos minutos la casa estaba llena. Elizabeth fue descrita como en una «condición deplorable»; su cara y manos estaban negras de tierra, llevaba una camisa, una enagua y una bata. Un trapo sucio atado alrededor de su cabeza estaba empapado en sangre de una oreja herida. Según su historia, ella había sido atacada por dos hombres cerca del Hospital Bethlem. La habían desnudado parcialmente, la habían robado y golpeado en el templo, dejándola inconsciente. Ella se despertó «por un camino grande, donde había agua, con los dos hombres que me habían robado» y se vio obligada a caminar hacia una casa, donde una anciana le preguntó si «seguiría su camino» —convertirse en prostituta—. Canning se había negado, y la mujer se cortó el corsé, le dio una bofetada y la empujó escaleras arriba a un desván. Allí, la joven sirvienta había permanecido durante casi un mes, sin visitantes y sobreviviendo con pan y agua. La ropa que llevaba la había recogido de una chimenea en el desván. Al final, Canning logró escapar tirando de unas tablas de una ventana y caminando en un viaje de cinco horas a casa. Recordó haber oído el nombre de «Wills or Wells», y como había visto por la ventana, reconoció a un cochero que creía que la había retenido en Hertford Road. Sobre esta evidencia, John Wintlebury y un oficial local, Robert Scarrat, identificaron la casa como la de Susannah Wells en Enfield Wash, a casi 16 km de distancia.
Su reaparición y explicación posterior —incluida la suposición de que había sido retenida en la casa de Wells— fueron impresas al día siguiente en el London Daily Advertiser. La visitó el boticario, pero tenía un pulso tan débil que apenas podía hablar y vomitó la medicina que le dio. Él administró varios enemas hasta que estuvo satisfecho con los resultados, luego de lo cual Canning fue llevada por sus amigos y vecinos al Guildhall para ver al concejal Thomas Chitty, para pedirle que emitiera una orden de arresto contra Wells.

### Enfield

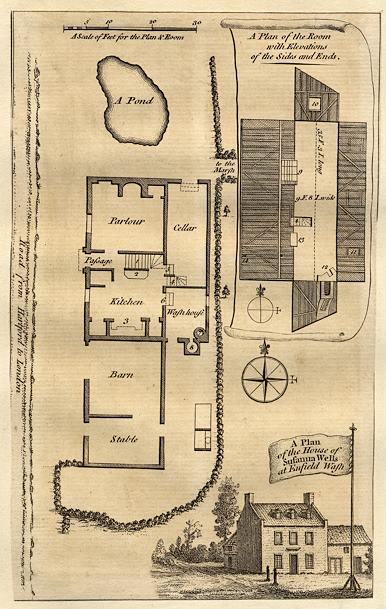
Plano de a casa de Susanna Wells en Enfield, en The London Magazine, 1754

El concejal Chitty, emitió la orden y el 1 de febrero los amigos de Canning la llevaron a Enfield Wash. A pesar de su pobre condición física, los amigos de Canning querían que identificara a sus raptores y la habitación en la que decía haber estado detenida, y preocupados de que pudiera morir antes, se arriesgaron a trasladarla. Wintlebury, Scarrat y Joseph Adamson fueron los primeros en llegar, a caballo. Se encontraron con el suboficial y varios oficiales de paz, y esperaron a que Susannah Wells apareciera. La casa de Wells había desempeñado una variedad de funciones, incluida la de una carpintería, una carnicería y una cervecería. La anciana tenía animales en la casa y ocasionalmente tenía inquilinos. Ella había enviudado dos veces; su primer marido era carpintero y el segundo había sido ahorcado por robo. Ella también había sido encarcelada en 1736 por perjurio. Sarah Howit, su hija por su primer marido, había vivido allí durante unos dos años. El hermano de Howit, John, era carpintero como su padre y vivía cerca.
Cuando alrededor de las 9 a. m. Wells entró en su casa, los oficiales se movieron inmediatamente para asegurar el edificio. Dentro encontraron a Wells, una anciana llamada Mary Squires, sus hijos, Virtue Hall y una mujer que supusieron que era la hija de Wells. Otra mujer, Judith Natus, fue bajada del desván para ser interrogada con el resto. El suboficial que registró el desván se sorprendió cuando descubrió que no se parecía a la habitación descrita por Canning, y tampoco pudo encontrar evidencia de que ella hubiera saltado por la ventana. El resto de las personas, que para entonces había llegado en una camioneta y en un coche alquilado, también se sorprendieron.
Canning, que había llegado con su madre y otras dos personas, fue llevada a la casa por su vecino Adamson. Allí identificó a Mary Squires como la mujer que le cortó sus vestiduras, y afirmó que Virtue Hall y una mujer que presumiblemente era hija de Squires habían estado presentes en ese momento. Canning fue llevada arriba, donde identificó el desván como la habitación en la que había sido encarcelada, aunque contenía más paja de la que recordaba. Las tablas que cubrían la ventana parecían haber sido fijadas allí recientemente. Con tales pruebas contundentes contra ellos, los sospechosos fueron llevados a un tribunal de paz cercano, Merry Tyshemaker, quien examinó a Canning sola, y luego a los de la casa de Wells. Squires y Wells se comprometieron, la primera por eliminar las vestiduras de Canning y la segunda por «mantener una casa desordenada». George Squires y Virtue Hall, negaron haber participado en el secuestro, fueron liberados; Canning y a sus amigos se les permitió regresar a casa.

### La investigación de Fielding

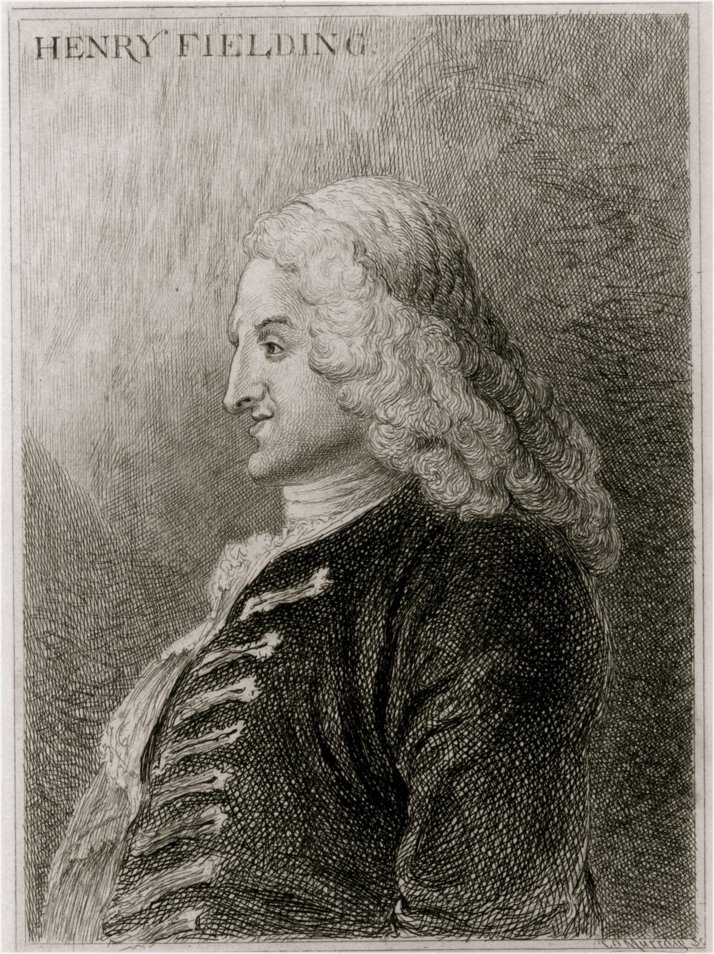
Henry Fielding investigador de las afirmaciones de Canning.

Las autoridades consideraron que el asalto en el siglo XVIII no era una violación de la paz, sino una acción civil entre dos partes en disputa. Por lo tanto, la responsabilidad recaía en Canning para entablar acciones legales contra aquellos que, según ella, la habían secuestrado, y que también sería responsable de investigar el crimen. Esta era una propuesta costosa y, por lo tanto, requeriría la ayuda de sus amigos y vecinos para continuar con su caso. Una complicación adicional fue que en lugar de enviar tales asuntos a juicio, los jueces preferían reconciliar a las partes involucradas. Por lo tanto, aunque fue el estado en el que ella volvió el 29 de enero lo que más ofendió a los amigos de Canning, fue el robo de sus pertenencias. Valuadas entonces en alrededor de 10 chelines, ese era el aspecto más prometedor del caso. El robo podría ser juzgado bajo un estatuto de capital, haciendo que la acusación de asalto sea menos digna de atención legal.
Mientras que el tratamiento médico de Canning continuó, sus seguidores, en su mayoría hombres, prepararon el caso contra Squires y Wells. Tomaron asesoría legal de un abogado, el Sr. Salt, quien les aconsejó que consultaran al magistrado y al autor Henry Fielding. Fielding tenía 45 años, y después de años de discusiones con otros autores de Grub Street y toda una vida de bebida, se acercaba el final de su vida. Desde que tomó la Test Act cuatro años antes y se convirtió en Juez de Paz para Middlesex y Westminster, con «energía volcánica» se ocupó de las actividades de los criminales. En diciembre de 1751, había publicado Amelia, una historia de una mujer joven arrastrada al vicio y la locura por su marido abusivo. Aunque el libro fue mal recibido, con su experiencia en criminología, Fielding creyó entender las profundidades a las que los humanos podían descender. Así, cuando Salt le explicó el caso el 6 de febrero, la curiosidad de Fielding se despertó, y aceptó tomar el testimonio jurado de Canning al día siguiente. Aunque Fielding no quiso creer en una simple sirvienta, quedó impresionado con su modestia y su actitud gentil, y emitió una orden contra todos los ocupantes de la casa de Wells, «para que aparezcan ante mí, [y] den seguridad por su buen comportamiento». Virtue Hall y Judith Natus fueron incautadas, pero George Squires, sus hermanas y la hija de Wells, Sarah Howit, habían abandonado la casa y se habían quedado en libertad.

### Primeros informes de prensa
The London Daily Advertiser, una publicación de Grub Street, informó el 10 de febrero:

La casa de esa notoria mujer conocida con el nombre de Mother Wells, entre Enfield Wash y Waltham Cross, fue inmediatamente sospechosa; y de muchas circunstancias parece ser la deprimente prisión de la infeliz sufriente, cuya melancólica situación desde su escape milagroso es digna de compasión y contribuciones caritativas de todas las personas de espíritu público, y cualquiera que tenga algún respeto por la seguridad de sus hijos y relaciones, que son igualmente responsables del mismo uso inhumano y cruel ... todas estas circunstancias se tuvieron debidamente en cuenta, no se duda pero pronto se levantará una suscripción o contribución, para permitir a las personas que se han comprometido a detectar esta notoria banda procesar sus buenas intenciones con el máximo vigor, ya que tal nido de villanos es el mayor peligro para la seguridad de los buenos sujetos de su Majestad.

Mientras tanto, los partidarios de Canning solicitaban donaciones a través del Caso de Elizabeth Canning, un folleto impreso de forma independiente diseñado para aumentar el apoyo al enjuiciamiento de sus secuestradores. En el Caso de ..., Wells fue identificada claramente como «ese Monstruo de Mujer», y en una versión editada que apareció una semana después en el Public Advertiser se reveló que Canning había sufrido un ataque después de recibir un golpe en la cabeza. Squires era llamada una «vieja gitana», que «robó a la muchacha sus vestiduras, y luego en una miserable condición desnuda, porque no se convertiría en una prostituta común, la confinó en una habitación trasera». Aunque Squires a menudo era referida como una gitana esta identificación, en ocasiones, ha sido cuestionada. Ser nombrada gitana podría conllevar ciertas sanciones legales y, aunque rara vez se aplicaron, los gitanos fueron tratados como parias. Moore (1994) describió a Squires como una «anciana oscura, alta pero encorvada, con una edad estimada entre sesenta y ochenta años, a veces representada como excepcionalmente cordial», y continúa: «todos los relatos coinciden en que era una mujer excepcionalmente fea, con una nariz muy grande y un labio inferior hinchado y desfigurado por la escrófula».
Por lo tanto, durante un tiempo, el público estuvo firmemente del lado de Canning. Una criada de 18 años amenazada con la prostitución y mantenida cautiva por un gitano de mala reputación notablemente fea, que escapó, demacrada, para regresar con su amorosa madre; era una historia que la gran mayoría del público en general, así como la nobleza, encontraron irresistible.

### La confesión de Virtue Hall
Fielding se enorgullecía de su imparcialidad -sin importar la posición social de la testigo- sometió a Hall a repetidos interrogatorios y, frustrado por sus respuestas contradictorias, la amenazó con encarcelarla. Esto tuvo el efecto deseado porque el 14 de febrero Hall declaró que John Squires —hijo de Mar— y otro hombre habían llevado Canning a la casa de Wells a primera hora de la mañana del 2 de enero. Allí, ante los dos secuestradores, Lucy Squires y Hall, la anciana había atacado a Canning y la había obligado a subir al piso de arriba, donde permaneció hasta su huida. Hall dijo que Fortune Natus y su esposa Judith habían estado en la casa por algunas semanas, pero fueron trasladados al desván para que pareciera que se habían quedado allí durante todo el mes de enero.

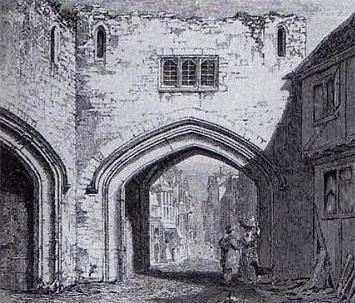
Gatehouse Prison en el.

Las pruebas de Hall y Canning ahora se conjuntaron casi a la perfección, y Fielding recurrió a Judith Natus. Aunque corroboró la afirmación de Hall de que ella y su esposo habían dormido en el desván de Wells durante enero, Fielding no estaba convencido y la instó a reconsiderar su declaración. Aunque no fue acusada de ningún delito, mientras tanto, Hall fue internada en la prisión Gatehouse en Westminster, y su estancia fue pagada por los canningitas. Fielding salió de Londres un momento antes de regresar para entrevistar a Squires, Wells y los demás. Wells y Squires negaron cualquier conocimiento de Canning o sus tribulaciones, y protestaron enérgicamente por su inocencia. Esto tenía poco crédito, debido al hábito de larga data del acusado de infringir la ley y mentir al respecto.
La historia tal como apareció en London Daily Advertiser ya había despertado el interés del público. Fielding había dejado Londres creyendo que había «terminado todos los problemas que creí necesarios para mí en este asunto», pero a su regreso se enteró de que durante su breve ausencia, entre otros, varios «Nobles Señores» habían intentado contactarlo.
El 15 de febrero se ofreció una recompensa por la captura y condena de John Squires y su asociado no identificado. También se enumeran los lugares en los que se podían dejar donaciones, «ya sea que se apliquen a la prosecución de la acusación o se entreguen a la pobre niña como recompensa sic por su Virtud y Miserias que ella ha sufrido». Más tarde se envió a la prensa un relato bastante embellecido de la historia. No se pudo encontrar a George Squires.

### Proceso de Mary Squires y Susanna Wells
Squires y Wells, acusadas de asalto y robo, y Wells, con «conocimiento» de lo que su cómplice había hecho, fueron juzgadas el 21 de febrero en la Casa de Sesiones del Old Bailey. El alcalde de Londres Crisp Gascoyne presidió la corte junto con otros jueces, incluyendo a Martin Wright (Juez del Banco del Rey), Nathaniel Gundry (Juez de las demandas comunes), Richard Adams (Barón del Tesoro desde 1753) y William Moreton (nombrado Recorder of London en 1753). La galería estaba llena de espectadores interesados. La acusación de robo fue extremadamente grave; el valor de las pertenencias de Canning —alrededor de 10 chelines— significaba que si la encontraban culpable, Squires casi con seguridad sería ahorcada en las horcas de Tyburn Tree.
Cuando llegó Canning, fue aplaudida por la gran multitud reunida afuera del edificio. En el interior, ella testificó que dos hombres la llevaron «a la casa de Wells prisionera» alrededor de las 4 a. m. de la mañana del 2 de enero. En la cocina, la anciana (Squires) estaba sentada en una silla, y le preguntó «si yo escogiera seguir su camino». El rechazo de Canning hizo que Squires le cortara las vestiduras, le abofeteara la cara y la empujara por las escaleras hasta una habitación a oscuras. Ella le dijo a la corte que «no vio nada cuando entró, pero cuando apareció la luz del día, pude ver la habitación, había una chimenea y una parrilla, ni cama, nada más que heno», había una jarra negra no muy llena de agua, y alrededor de veinticuatro pedazos de pan ... aproximadamente una cuarta parte de un pan. Afirmó haber escapado quitando una tabla de una ventana en el extremo norte del desván, saliendo y saltando hacia la suave arcilla de abajo. Ella huyó a lo largo de un camino detrás de la casa, a través de algunos campos, y para encontrar un camino hacia Londres. Cuando se le preguntó si había visto o hablado con alguien en el camino de regreso, respondió que no, y explicó que se había apartado del contacto por miedo a encontrarse con alguien de la casa de la que había escapado. Canning fue interrogada por William Davy, quien cuestionó su recuerdo de los acontecimientos en la casa. Cuando se le preguntó por qué no había intentado escapar antes, respondió: «Porque pensé que no me dejarían salir, nunca me vino a la cabeza hasta ese [lunes] por la mañana». Mary Squires, que había estado murmurando en silencio en el banquillo, gritó «Nunca vi ese testigo en mi vida hasta este día [aquí], hace tres semanas».

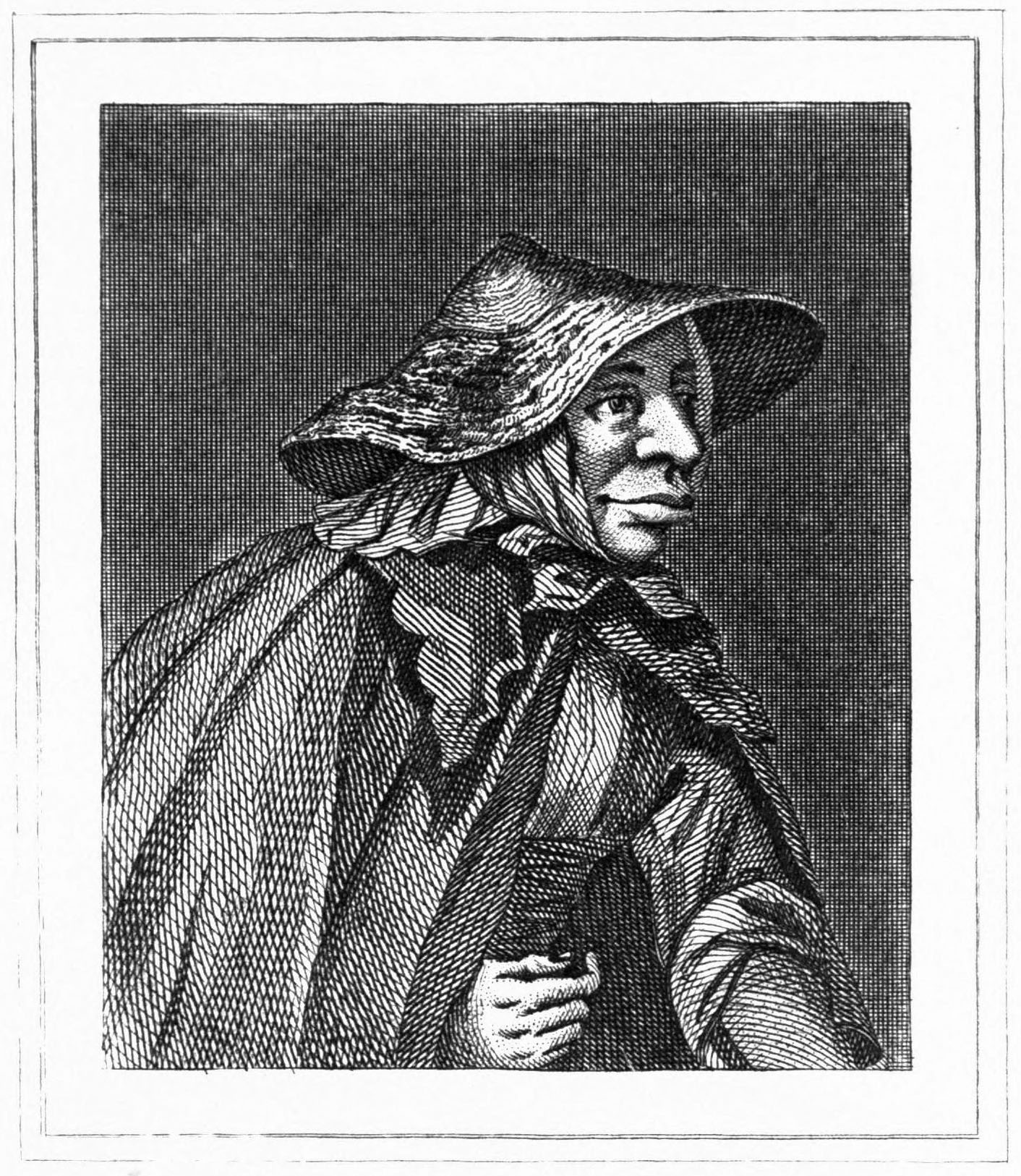
retrato de Mary Squires, impreso en The Newgate Calendar.

El siguiente testigo, Virtue Hall, cuenta casi la misma historia que cuando testificó ante Henry Fielding. Mary Squires interrumpe y pregunta: «¿Qué día estuvo robando la joven?» El tribunal respondió: «Ella dijo que la mañana del 2 de enero» y María Squires entonces respondió: «Estoy muy agradecida a usted, porque yo soy tan inocente como el niño por nacer». Susannah Wells aprovechó la oportunidad para preguntar cuánto tiempo se suponía que Squires y su familia habían estado en la casa, y Hall respondió: «Estuvieron allí durante seis o siete semanas en total; habían estado allí aproximadamente quince días antes de que trajeran a la joven». Al igual que muchas otras personas, la madre de Thomas Colley y la madre de Canning también testifican. El exempleador de Elizabeth, John Wintlebury, le dice al tribunal cómo dedujo que la casa donde estaba la criada es la de los Wells. Mary Myers y James Lord también juran haber escuchado a Elizabeth decir «Wells o Wills». Robert Scarrat, un ex sirviente que había trabajado en el área de Edmonton en Londres y visitó la casa de Wells unas cuantas veces, también jura que escuchó esas palabras.
Aunque ambos Fortune y Judith Natus fueron citados como testigos, no fueron llamados al estrado, y el abogado responsable luego explicó que la mafia de afuera pudo haber intimidado a varios testigos. Los vecinos de Susannah Wells fueron rechazados por la mafia y su hija y medio hermano fueron rápidamente reconocidos y detenidos. Sin embargo, tres testigos encontrados en Dorset por George Squires, para testificar por su madre, pasaron desapercibidos. El primero, John Gibbons, dijo que los Squires habían visitado su casa en Abbotsbury «con pañuelos, muselinas y otras cosas, para vender en la ciudad» del 1 al 9 de enero. Esto fue corroborado por su vecino, William Clarke. El último testigo de Squires, Thomas Greville, afirmó que había acomodado a Mary y «su hermana y su hermano» bajo su techo en Coombe, el 14 de enero, donde vendieron «pañuelos, cestos y cosas por el estilo». Esto fue contradicho por John Iniser, un pescatero alrededor de Waltham Cross y Theobalds. Insier afirmó que conocía a Squires de vista y que en las tres semanas anteriores a su arresto la había visto contar historias en el vecindario de la casa de Wells. Wells, cuyos testigos no pudieron pasar junto al gran gentío acumulado afuera, en la calle, únicamente pudo ofrecer dos frases en su defensa. Ella le dijo al jurado que no había visto a Canning antes del 1 de febrero, y que «en cuanto a Squires, nunca la vi por encima de una semana y un día antes de que nos retuvieran». Según un informe contemporáneo del London Daily Advertiser, cuando los tres testigos abandonaron el edificio, la muchedumbre, que esperaba en el patio, «los golpeó, los pateó y maltrató antes de que lograran escapar.»

#### Veredicto
Los testigos de cargo en los juicios ingleses del siglo XVIII fueron, según el autor Douglas Hay, «extremadamente importantes, y muy frecuentemente utilizados ... en el testimonio del personaje, la palabra de un hombre de propiedad tenía el mayor peso. Los jueces respetaron la evidencia de los jefes empleadores de Canning, agricultores y vecinos caballeros, no simples vecinos y amigos». Al parecer, el jurado no quedó impresionado por el caso de la defensa y declaró a ambas acusadas culpables. Fueron sentenciadas el 26 de febrero; Wells sería marcada en su mano y pasaría seis meses en prisión. Por robar las vestiduras de Canning, Squires fue ahorcada. En marzo de 1753, se leían panfletos sobre la historia de Canning en los cafés de Londres. Hubo una indignación generalizada por el trato de Squires a ella. Canning fue celebrada por el pueblo y la nobleza, varios de los cuales contribuyeron en su economía, lo que le permitió mudarse a un mejor alojamiento en la casa del señor Marshall, un quesero en Aldermanbury.

#### La investigación de Gascoyne

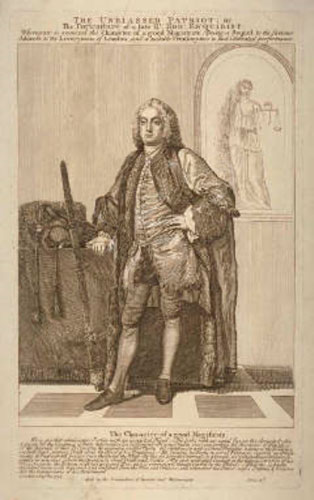
Crisp Gascoyne estaba convencido de que se había producido un error judicial.

No todos estaban satisfechos con el veredicto. El juez de primera instancia Crisp Gascoyne y algunos de sus colegas en el tribunal encontraron la historia de Canning extremadamente improbable.
Gascoyne estado disgustado por los partidarios de Canning, quienes mientras estaban fuera de la corte habían impedido que los testigos testificaran, y era particularmente comprensivo con Mary Squires, a quien llamó «la pobre criatura». Con 52 años, Gascoyne había comenzado su vida como cervecero en Londres, antes de casarse con la hija de un rico médico. Había progresado en la cervecería hasta ocupar el puesto de Maestro de la Cerveza, más adelante obtuvo el cargo como concejal de Vintry Ward y de sheriff de Londres. Fue nombrado caballero después de presentar una petición al rey. Él apoyaba a los huérfanos de la ciudad y era conocido por su benevolencia en Essex, donde poseía grandes propiedades.
Gascoyne comenzó de inmediato una investigación privada y escribió al ministro anglicano de Abbotsville, James Harris. Pensó que era poco probable que los tres testigos encontrados por George Squires viajasen tan lejos «para autoprotegerse en nombre de este objeto miserable», y Harris no deufradó, El reverendo pudo corroborar el testimonio de Gibbons y ofrecer nuevos testigos que podrían afirmar haber visto a Squires lejos de Enfield Wash.
Gascoyne también pensó que algunos de los canningistas dudaban de la veracidad de la joven y se habían confabulado en su versión de los hechos al rencor. él pensó, que fue un ataque político contra un funcionario público y se negó a dejar que el asunto terminara. Justificó sus actividades al comparar su aparente compasión por la víctima, Mary Squires, con su indignación por el engaño de su acusadora, Elizabeth Canning, pero su fervor fue influenciado en parte por las actitudes de la época. Consideró inapropiado el comportamiento de los canningitas y quedó más impresionado por las garantías de gente como Alderman Chitty y el reverendo Harris, que como caballeros y defensores públicos se presume más confiables.
Un colega de Gascoyne, el juez Justice Gundry, había escrito al suboficial de Dorset, que conocía a John Gibbons y William Clarke. El suboficial contestó diciendo que «no habrían hecho estas declaraciones si no hubiera sido verdad». Clarke pudo haber tenido una relación con Lucy Squires, y afirmó que se había quedado con los Squires en Ridgeway. Quince prominentes residentes de Abbotsbury, entre ellos ecónomistas, supervisores de los pobres, un maestro de escuela y un hombre del diezmo, juraron que los Squires estaban en Dorset en enero y que sus testigos eran hombres de confianza. Otros seis hombres de Abbotsbury caminaron 32 km para firmar una declaración jurada que corroborara las declaraciones de sus vecinos.
Fielding y Gascoyne habían publicado informes contradictorios sobre el caso, pero fue el testimonio de Virtue Hall, fundamental en la persecución de Squires y Wells, lo que se convirtió en el centro de la investigación de Gascoyne. Hall le había dado su testimonio a Fielding bajo amenaza de encarcelamiento y cuando, por casualidad, el escritor de Grub Street, John Hill, supo de un magistrado que ella había mostrado signos de remordimiento, se le presentó una oportunidad perfecta para saldar una antigua rencilla con Henry Fielding. Un escritor prodigioso y autor de una famosa columna periodística, The Inspector, Hill se había peleado con varios de sus compañeros, sobre todo en el caso de Fielding, ya que Fielding había cerrado esa discusión en su Covent Garden Journal declarando que «este cerro no era más que un muladar irrisorio de estiércol, que había sido nivelada con tierra».
Con el apoyo de los canningistas, Virtue Hall se quedó en la prisión de Gatehouse, aunque todavía no fue acusada de ningún crimen. John Hill comunicó inmediatamente sus preocupaciones a Gascoyne, quien envió a buscar a la joven. Acompañada por un contingente de canningitas, sus respuestas fueron al principio evasivas, pero una vez aislada de los amigos de Canning, ella pronto admitió ante Gascoyne que había cometido perjurio. Hall fue nuevamente interrogada el 7 de marzo por Gascoyne y los partidarios Canning. Cuando se le preguntó por qué había mentido en la corte, ella dijo «cuando estaba en casa del Sr. Fielding, al principio dije la verdad, pero me dijeron que no era cierto. Me aterrorizó y amenazó con que me enviarían a Newgate, y fui procesada como delincuente». Uno de sus seguidores le preguntó si aún mentía, pero sus respuestas no se consideraron concluyentes y, habiendo confesado y negado la mayoría de las cosas sobre las que fue interrogada, cada parte comenzó a considerarla una irresponsable.

### Perjurio
El reverendo Harris envió a varios de sus testigos a Londres, donde fueron entrevistados por Gascoyne. En la prisión de Newgate, el 9 de marzo, Gascoyne también entrevistó a Susannah Wells, quien confirmó la nueva versión de los hechos de Virtue Hall. Luego realizó varias entrevistas del 12 al 13 de marzo, incluidas a Fortune y Judith Natus, y un testigo que podía poner en duda el testimonio de John Iniser. Gascoyne también les preguntó a George y Lucy Squires sobre sus viajes a principios de 1753; George no pudo recordar todos los lugares que habían visitado, por lo que Gascoyne lo envió a Dorset para ayudarlo a recordar. El juez Gascoyne luego se reunió con Elizabeth Long (hija de Wells), a quien se le había impedido testificar para su madre, y el 23 de marzo tres de los antiguos testigos de Canning expresaron a Gascoyne sus dudas sobre la historia de la joven sirvienta. Otra testigo, que juró que Squires había estado en Abbotsbury en enero, fue entrevistado dos días después. Gascoyne le indicó que visitara a Mary Squires en Newgate, donde las dos se reconocieron de inmediato.
Mientras tanto, John Myles, que había reemplazado a Salt y que ahora dirigía a los Canning, había estado reuniendo testigos que podían decir que habían visto a Mary Squires en las cercanías de Enfield Wash. Uno dijo que había visto a dos hombres arrastrando a una mujer hacia Enfield a principios de enero. Otros le dijeron que el 29 de enero vieron «un miserable pobre desgraciado» que viajaba hacia Londres. Myles encontró testigos que afirmaron haber visto a Mary Squires en Enfield Wash en diciembre y enero. Myles involuntariamente hizo consciente a Gascoyne de su investigación cuando le preguntó a John Cooper de Salisbury su opinión sobre siete de los testigos de Gascoyne, que afirmaban haber visto a Squires en Coombe. Cooper respondió confirmando el buen carácter de Thomas Greville —que había testificado para Squires en su juicio—, pero luego le envió la misma información a Gascoyne, ofreciéndole su apoyo.
En este punto, Gascoyne parecía seguro de que Canning no había dicho la verdad. Hasta enero, pensó, que los Squires probablemente habían estado viajando por Dorset, Hampshire y luego Londres, y no habían estado en Enfield Wash para secuestrar a Canning. El 13 de marzo, por lo tanto, ordenó que Canning fuera arrestada, por perjurio.

#### Disputas públicas
La investigación de Gascoyne causó un frenesí de prensa. La producción de los escritores y editores de Grub Street envalentonó las opiniones sobre el caso y, en algunos casos, reforzó los estereotipos de «gitanos malvados y una niña inocente que se niega a ceder su honor». Los canningitas provocaron un sentimiento antigitano con una variedad de panfletos y anuncios, uno de los cuales llamó al profundamente impopular Gascoyne «el rey de los gitanos». Los informes comenzaron a surgir, con siniestras historias; una de ellas afirmó que varios hombres a caballo amenazaron con «quemar todas las casas, graneros y maíz del pueblo», en caso de que Mary Squires fuera ahorcada.

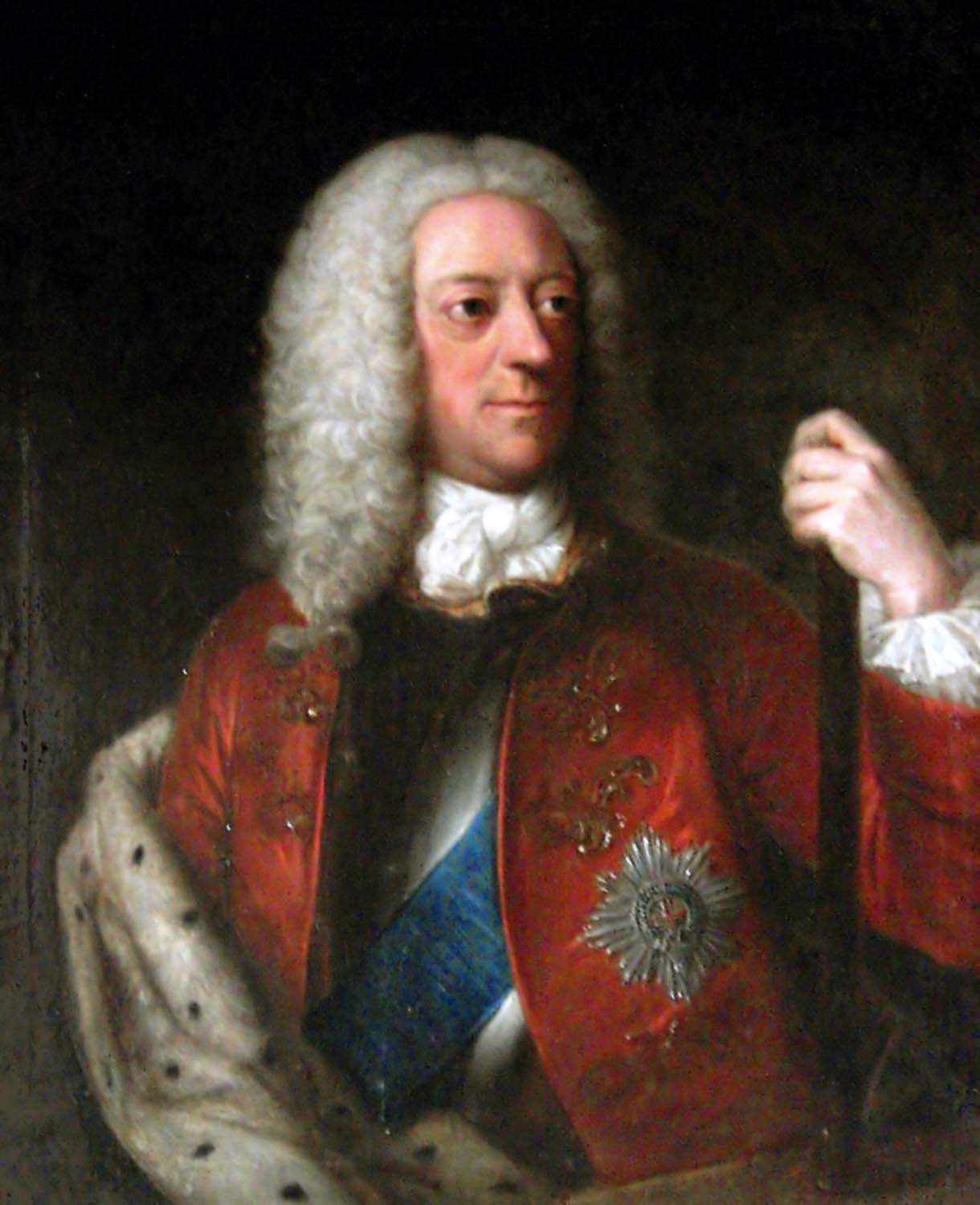
Jorge II emitió una suspensión de la ejecución por la sentencia de Squires, y luego un perdón.

La honestidad de Canning, o la falta de ella, y el manejo del caso por parte de Fielding se plantearon en un ataque profundamente crítico impreso por The London Daily Advertiser. El mismo día que Gascoyne ordenó el arresto de Canning apareció un anuncio en el Public Advertiser, pidiendo a sus lectores «suspender su juicio en el Caso de la mujer gitana hasta un estado completo del conjunto, que ahora está siendo preparado por el Henry Fielding». Fielding se había enterado del interrogatorio de Hall por parte de Gascoyne y había llevado a Canning a su casa en Bow Street, para «sacarle la verdad a la luz y hacerla confesar si era culpable». Satisfecho con su informe, y sin preocuparse por Hall, su crítica a los partidarios de Squires se publicó como Una clara declaración del caso de Elizabeth Canning, en la que abrazó la naturaleza virtuosa de la joven doncella y atacó a sus detractores. Las copias se vendieron tan rápido que se solicitó una segunda tirada dos días después. John Hill vio A Clear Statement como un ataque directo contra Gascoyne, y criticó a Fielding con The Story of Elizabeth Canning Considered, que ridiculizó a su enemigo con comentarios tales como: «¿Quién es el señor que está dictando al gobierno? Retírate en ti mismo y conoce tu lugar». Fielding, sin embargo, jugó una pequeña parte en la saga desde allí, creyendo que los partidarios de Canning habían comenzado a verlo como un obstáculo para su caso.
Alrededor de la mitad de los condenados a muerte durante el siglo XVIII no fueron a la horca sino a la prisión o a colonias en el extranjero. Aunque los indultos no eran comunes, fue posible eludir al juez y solicitarlos directamente al rey, y aunque Gascoyne tenía algunas preocupaciones sobre el carácter de los testigos a los que podía llamar, no obstante le escribió a Jorge II de Gran Bretaña para solicitarle que los Squires fueran perdonados. El 10 de abril de 1753, por lo tanto, el rey concedió una suspensión de la ejecución de seis semanas, mientras que nuevas pruebas en ambos lados del caso se enviaron a Lord Hardwicke y al fiscal y procurador general. Los Squires recibirían su perdón el 30 de mayo de 1753, pero Wells fue menos afortunado; cumplió su sentencia y fue liberada de Newgate el 21 de agosto.

#### Juicio de los hombres de Abbotsbury
Mientras el eventual perdón de Mary Squires estaba siendo deliberado, Myles estaba ocupado construyendo la defensa de Canning. El 20 de abril estaba en Dorchester con una orden de arresto contra Gibbons, Clark y Greville, los tres hombres de Abbotsbury que habían testificado para Squires. Con un pequeño grupo armado, capturó a Gibbons y Clarke en la posada local y los llevó de vuelta a Dorchester, pero su orden fue incorrecta y Gibbons fue liberado por la justicia. Clarke fue llevado a Londres e interrogado por Myles en su casa, durante dos días, pero se negó a cooperar. Se le concedió una fianza y regresó a Abbotsbury.
Los tres fueron acusados de «perjurio voluntario y corrupto» fueron juzgados el 6 de septiembre de 1753 en el Old Bailey. Como Lord Mayor, y temiendo las acusaciones de parcialidad, Gascoyne se excusó del caso. Los acusados fueron representados por William Davy, quien anteriormente había defendido Squires y Wells. Más de 100 personas estuvieron presentes para testificar en su nombre, pero los canningitas se mantuvieron alejados; desconocían la retirada de Gascoyne y temían una vergonzosa publicación de pruebas por parte de Canning. También mantuvieron a sus testigos alejados; a excepción de uno de los vecinos de la señora Canning, ninguno estaba presente. Myles no había sido pagado por sus clientes, y para retrasar el proceso, su hermano Thomas envió a un empleado a entregar al tribunal una selección de escritos, pero sin embargo, Gibbons, Clark y Greville fueron declarados inocentes.
En todo este tiempo Canning no había sido vista públicamente, y fue declarada fuera de la ley. Cuando en noviembre de 1753 se instaló un nuevo alcalde, permaneció también permaneció fuera de la vista, pero en las sesiones de febrero de 1754 reapareció en Old Bailey y se presentó a las autoridades.

#### Juicio de Elizabeth Canning
El proceso de Canning comenzó en el Old Bailey el lunes 29 de abril de 1754, continuando el miércoles 1 de mayo, del 3 al 4 de mayo, del 6 al 7 de mayo y terminando el 8 de mayo, un juicio inusualmente largo para la época. Durante la selección del jurado, la defensa objetó a tres jurados potenciales —mucho menos que las 17 objeciones de la Corona—, pero fueron demasiado tarde para argumentar la elección del capataz, quien, según se afirmó, había llamado públicamente a Canning «una mentirosa, una tramposa, una impostora". Presidió la sala del tribunal el nuevo Lord Mayor, Thomas Rawlinson —sucesor de Crisp Gascoyne, Edward Ironside murió en el cargo en noviembre de 1753—, con Edward Clive, juez de las causas comunes, Heneage Legge, barón del Tesoro, William Moreton y Samuel Fludyer, concejal. Canning estuvo representada por tres abogados, George Nares, John Morton y un señor Williams. El procesamiento fue realizado por el hijo de Gascoyne, Bamber, Edward Willes y William Davy. Después de que su acta de acusación fuera leída por el secretario de Arrays, la historia del supuesto secuestro y encarcelamiento de Canning fue contada nuevamente por Bamber Gascoyne. Entonces Davy habló por fin. Atacó la historia de Canning y contó como Squires y su familia habían viajado por Inglaterra con productos de contrabando para vender. Ofreció nuevas pruebas para apoyar la coartada de Squires y restó importancia a la descripción de Canning de su prisión, antes de cuestionar su versión de su huida. Concluyó con la retractación de Virtue Hall de su testimonio anterior. Willes fue el siguiente en hablar, repasando las discrepancias entre las diversas declaraciones ofrecidas por Canning sobre su desaparición.

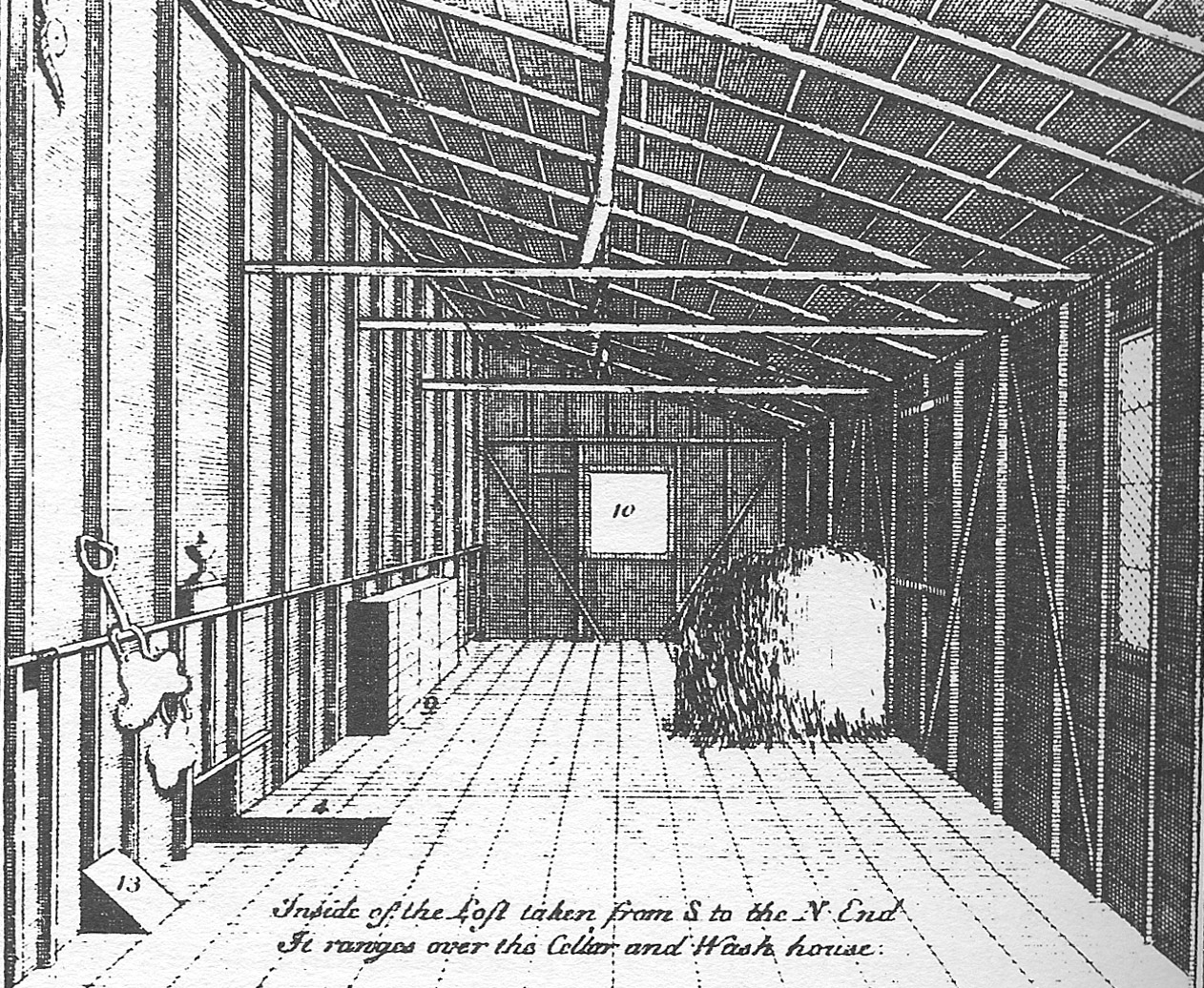
Un boceto contemporáneo del desván en el que se suponía que Canning estuvo durante su secuestro.

La defensa de Canning comenzó con las declaraciones iniciales de Williams y Morton. Este último enfatizó su desgracia al estar sometida a tal angustia, en primer lugar por enjuiciar a sus agresores y en segundo lugar por ser castigada por hacerlo. Felicitó al jurado y se burló de las alegaciones de Davy, y se aprovechó de la falta de voluntad de la fiscalía para llamar a Virtue Hall a la tribuna. Morton destacó cuán improbable era que Canning pudiera engañar tan profundamente a sus seguidores y contrarrestó la queja de la fiscalía sobre la descripción de Canning del altillo de la casa. El tercer abogado, George Nares, se concentró en los problemas sociales de enjuiciar a Canning por perjurio, lo que implica que otras víctimas de delitos tendrían menos probabilidades de perseguir a sus agresores, por temor a ser procesados ellos mismos.
Morton interrogó a George Squires, que no podía recordar con absoluta certeza el camino que, según afirmó, su familia atravesó en el sur de Inglaterra mientras Canning había desaparecido. Su hermana Lucy no fue llamada a la tribuna, ya que se la consideró «bastante más estúpida que su hermano, y no ha estado en el camino desde que llegaron a Enfield Wash». Robert Willis, que había acompañado a Squires para volver sobre los pasos de la familia gitana, también fue llamado para testificar; su evidencia fue juzgada como rumores y declarada inadmisible. Como en el juicio de Squires y Wells, la confiabilidad de los testigos del fiscal se consideró dependiente de su carácter. Tres hombres de Litton Cheney testificaron que habían visto a la familia Squires entrar en la aldea el 30 de diciembre. Los tres hombres de Abbotsbury entonces dieron un paso al frente y explicaron su prueba. Treinta y nueve testigos de la acusación fueron escuchados durante el primer día; la mayoría de ellos relataron brevemente la coartada de la familia Squires.
Al final de los procedimientos del primer día, la muchedumbre que se encontraba afuera, esperando un breve juicio y un veredicto de inocencia, fue presentado no con la joven doncella sino con Crisp Gascoyne. Enfurecidos, le lanzaron tierra y piedras, obligándolo a retirarse a una posada cercana, antes de regresar a la corte para escoltar a Canning lejos del edificio. El 1 de mayo, por lo tanto, el juicio continuó no con una reanudación del examen del primer día, sino con preocupación por el ataque a Gascoyne. Se descubrió que un guardia lo protegía y el jurado, un miembro de la defensa de Canning se vio obligado a disculparse, y los canningistas más tarde ese día imprimieron un aviso apelando a la multitud para que no interfirieran. El concejal Thomas Chitty juró su cargo y, guiado por Bamber Gascoyne, dio su versión de su primera reunión con Canning el 31 de enero de 1753. Davy interrogó a varios testigos, que describieron las discrepancias en el informe de Canning sobre su prisión. Uno de ellos contó su disgusto en el testimonio de Virtue Hall contra Squires. Junto con varios otros testigos, entre ellos Sarah Howit, Fortune y Judith Natus declararon que Canning nunca había estado en el desván antes del 1 de febrero y que, de hecho, Howit y Virtue Hall habían estado en el desván en enero. El final de los procedimientos del día fue otra vez eclipsado por la multitud en el exterior, y Gascoyne recibió una escolta de «un Cuerpo de Agentes».
El viernes vio aún más testigos para la fiscalía, lo que elevó el total presentado por Davy a unos sesenta. La defensa cuestionó a varios de los presentes en la búsqueda original de la casa de Wells. El tío de Canning, Thomas Colley, fue interrogado sobre lo que comió su sobrina en su visita del día de Año Nuevo, y la fiscalía aparentemente buscó establecer si pudo haber sido sostenida durante un mes con el pan que decía haber recibido. El tercer día del juicio, a madre de Elizabeth Canning fue llevada al estrado. Una posible línea de defensa para su hija era simplemente que ella era demasiado estúpida como para haber inventado la historia, pero bajo un interrogatorio de Davy, demostró que su hija era capaz de escribir «un poco». Esto, en opinión de Davy, fue suficiente para demostrar que ella ciertamente no era imbécil. A continuación, interrogaron a Scarrat y admitieron que había estado en la casa de Wells antes de que Canning desapareciera. Dos de los vecinos de Canning testificaron sobre su «condición deplorable». La persona para la que trabajaba fue interrogado, al igual que su boticario, quien pensó que Canning habría sido capaz de sobrevivir en la jarra de agua y cortezas de pan que, según ella, le habían dado. La defensa respondió con tres testigos, que creían haber encontrado a un «infeliz pobre y miserable» a fines de enero, cuando ella afirmó haber escapado.

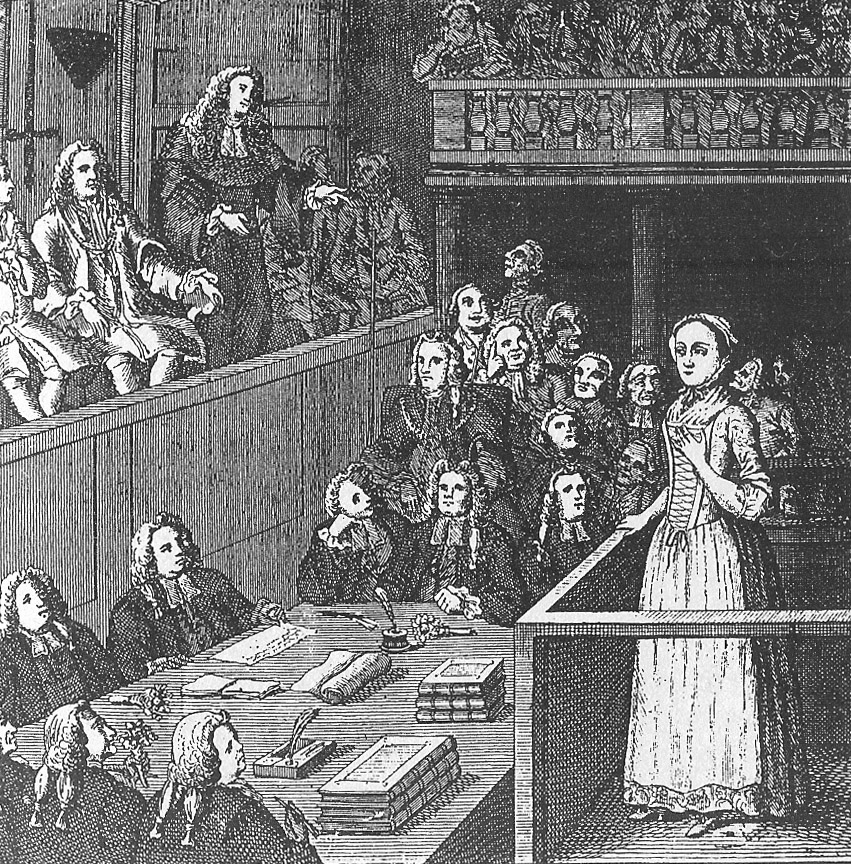
El juicio de Elizabeth Canning.

El 6 de mayo se convocaron más testigos para la fiscalía. Mientras Squires y su familia observaban, varios de los vecinos de Wells insistieron en que, a principios de 1753, habían visto a la vieja gitana en el área. Más testigos afirmaron haberla visto en varios lugares alrededor de Enfield Wash, incluida una mujer que juró haberla visto el día de Navidad. El calendario de Gran Bretaña había cambiado en septiembre de 1752 del antiguo calendario juliano, al calendario gregoriano, y la mujer no pudo discernir el día exacto en que afirmó haber visto Squires. Ella no estaba sola; varios de los testigos de la defensa tampoco pudieron manejar la corrección de 11 días requerida por el cambio de calendario. Otros eran analfabetos y lucharon de manera similar. El tribunal también escuchó a tres testigos presentes únicamente para desacreditar el testimonio ofrecido por los Natus.
Los procedimientos del último día fueron tomados por Davy, quien produjo más testigos de la fiscalía, y procedió a desarticular el testimonio de quienes afirmaron haber visto a Squires en Enfield Wash, en enero. Resumió el caso de la fiscalía al decirle al jurado que Canning era culpable de «el crimen más impío y detestable que pueda concebir el corazón humano». El registrador, William Moreton, declaró el caso de la defensa y le pidió al jurado que considerara si pensaban que Canning había respondido a los cargos en su contra a su satisfacción, y si era posible, poder haber sobrevivido durante casi un mes con «no más de un pan de cuarto de galón y una jarra de agua».

### Veredicto, repercusiones y vida futura
El jurado tardó casi dos horas en encontrar a Canning «Culpable de perjurio, pero no voluntario y corrupto». La grabadora se negó a aceptar el veredicto porque era parcial, y el jurado tardó 20 minutos más en encontrarla «culpable de perjurio voluntario y corrupto». Crisp Gascoyne no estaba presente cuando se entregó el veredicto; le habían aconsejado que se fuera más pronto, para evitar cualquier problema fuera del tribunal. La defensa intentó sin éxito un nuevo juicio. Elizabeth Canning, detenida en la prisión de Newgate, fue sentenciada el 30 de mayo. Por una mayoría de nueve a ocho votos, a un mes de prisión, seguida de siete años de exilio. De acuerdo con los juicios estatales Canning habló y «esperaba que [los jurados] estuvieran a su favor, que no tenía la intención de quitarle la vida de la gitana. Ella solo se había defendido a sí misma y quería que se la considerara desafortunada».

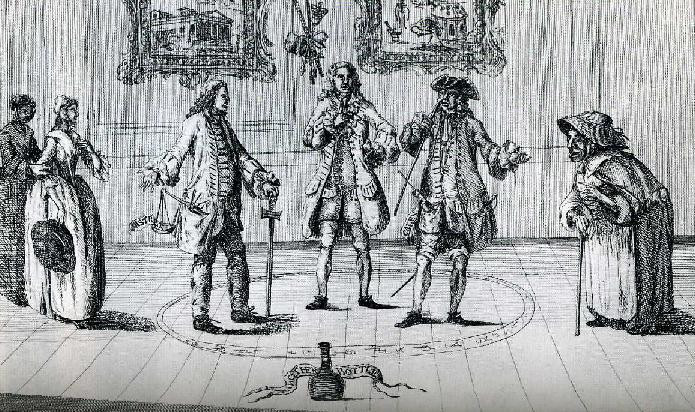
The Conjurers, una obra de teatro de Lady Fanny Killigrew (1753).

Los personajes de Elizabeth Canning, Henry Fielding, Crisp Gascoyne, John Hill y Mary Squires comparten el escenario con el conjurador de la botella, el comediante supuestamente capaz de deslizarse dentro de una botella vacía de vino.
El veredicto no suavizó la ferocidad de los debates. Las transcripciones del juicio fueron muy populares y se ofrecieron a la venta retratos de la joven sirviente que se exhibían en los escaparates. Se ofreció una recompensa por información sobre cualquiera que hubiera atacado a Gascoyne, pero principalmente la prensa de Grub Street se preocupó por las consecuencias del asunto. El Gazeteer estaba lleno de letras satíricas entre autores como Aristarchus, Tácito y T. Trueman, Uno de ellos, un canningita llamado Nikodemus, se quejaba de que sin los gitanos, «¿qué pasaría con su joven nobleza, si no hubiera bandas para procurarles chicas de placer?» Los Squires no fueron los únicos que sufrieron tales ataques; John Hill escribió una breve canción celebrando su papel y el de Gascoyne en romance, con dibujos de Canning en el desván, su corpiño aflojado para revelar su pecho, estaban disponibles. Otra mostraba a Wells y Squires sostenidas en alto por una escoba, una alusión obvia a la brujería.
Gascoyne había representado al Parlamento durante el juicio de Canning. Para justificar su búsqueda de Canning, escribió An Address to the Liverymen of the City of London, de Sir Crisp Gascoyne, y sufrió además de ataques literarios también otros físicos, además de amenazas de muerte. Los canningitas publicaron varias respuestas a los pensamientos de Gascoyne, incluyendo A liveryman's reply to Sir Crisp Gascoyne's address, y A refutation of Sir Crisp Gascoyne's of his conduct in the cases of Elizabeth Canning and Mary Squires, esta última presentando el juicio como la culminación de una vendetta de Gascoyne contra Canning.
Se informó que Canning, célebre en Newgate, estaba en presencia de metodistas, una desafortunada acusación por su parte. El mismo día en que apareció este informe, se distribuyeron volantes afirmando que el Rector de Santa María Magdalena la había visitado y estaba satisfecho de que todavía era miembro de la Iglesia de Inglaterra. Entre sus visitantes se encontraba Justice Ledinard, quien había ayudado a entregar Virtue Hall a Gascoyne. Ledinard le pidió a Canning que confesara, pero Canning le dijo que «he dicho toda la verdad en la corte, y nada más que la verdad, y no quiero responder a ninguna pregunta, a menos que sea en el tribunal otra vez». A pesar de los pedidos de clemencia, fue llevada al buque convicto Tryal para su viaje a la América Británica. Varias amenazas hechas por la tripulación del barco, sin embargo, hicieron que finalmente navegara a bordo del Myrtilla en agosto de 1754. Canning llegó a Wethersfield (Connecticut), y por acuerdo con sus seguidores se fue a vivir con la reverenda metodista Elisha Williams. Ella no fue empleada como sirvienta, pero fue admitida como miembro de la familia de Williams. Williams murió en 1755, y Canning se casó con John Treat —un pariente lejano del exgobernador Robert Treat— el 24 de noviembre de 1756, tuvo un hijo, Joseph Canning Treat en junio de 1758, y una hija Elizabeth en noviembre de 1761. Tenía dos hijos más (John y Salmon), pero murió repentinamente en junio de 1773.

## Teorías
Para la Inglaterra georgiana, la historia de Elizabeth Canning fue fascinante. En el juicio se le prestó poca atención a la solicitud de Canning de Squires de «seguir su camino»; según Moore (1994), abiertamente la saga cuestionó la castidad de Canning, mientras que secretamente se cuestionaba si alguien de su posición social tenía algún derecho a ser notado —en vista del inmenso interés tomado en el caso, esto último parece poco probable—. La autora Kristina Straub compara el caso con el debate más general sobre la sexualidad de las sirvientas; Canning pudo haber sido «inocente como un niño, victimizada por criminales brutalmente criminales», o «una astuta manipuladora del sistema de justicia que utiliza personas inocentes para escapar de las consecuencias de sus propios delitos sexuales». Postuló que Canning sufrió encarcelamiento para proteger su virtud, o mintió para ocultar «sus propias transacciones criminales en la oscuridad». Kristina Straub opina que el debate no fue únicamente sobre la culpabilidad o la inocencia de Canning, sino más bien «los tipos de identidad sexual que eran atribuibles a las mujeres de su posición en el orden social».
La naturaleza partidista de los canningitas y los gitanos aseguró que el juicio de Elizabeth Canning se convirtiera en uno de los misterios criminales más notorios en la ley inglesa del siglo XVIII. Durante años, el caso fue una característica habitual en publicaciones como The Newgate Calendar y Malefactor's Registers. El artista Allan Ramsay escribió una carta al Honorable Conde de - En relación con el asunto de Elizabeth Canning, que fue la inspiración para Voltaire de Histoire d'Elisabeth Canning, et de Jean Calas (1762), que compartía la opinión de Ramsay que Canning había desaparecido para ocultar un embarazo. El caso fue revisado en 1820 por James Caulfield, quien volvió a contar la historia pero con varios errores flagrantes. A lo largo de los siglos XIX y XX varios autores ofrecieron sus propias interpretaciones del caso. El ensayo de Caulfield fue seguido en 1852 por John Paget , Elizabeth Canning. El resumen apropiado de Paget del caso decía: «en verdad, tal vez, el rompecabezas judicial más completo e inexplicable de la historia».
El juicio de Canning estuvo marcado por la incapacidad de la fiscalía para encontrar evidencia alguna de que ella había estado en cualquier lugar menos en la casa de Wells, y donde Canning estaba en enero de 1753 sigue siendo desconocido. Del mismo modo, el misterio rodea los movimientos precisos de la familia Squires, cuando se suponía que viajaban por Dorset a principios de 1753. El escritor FJ Harvey Darton sospechaba que la familia era contrabandista, y que era significativo que hubieran pasado por Eggardon, donde Isaac Gulliver operó —aunque Gulliver era, en ese momento, un niño—. El artista del siglo XVIII Allan Ramsay afirmó que la historia inicial de Canning era «extremadamente estúpida» y falsa. Consideraba que la falta de detalles en su testimonio no era sorprendente para una mente más analítica. La autora estadounidense Lillian Bueno McCue teorizó que era amnésica y que su antiguo jefe, John Wintlebury, era el culpable de su encarcelamiento en la casa de Wells. Treherne (1989) considera que esta teoría es muy poco probable, sin embargo, y en su lugar concluye que Canning se encontraba casi seguro en Enfield Wash, pero no fue mantenida prisionera en la casa de Wells. Sugiere que Robert Scaratt implantó la sugerencia de que Canning se había encerrado en la casa de los Wells, como un señuelo útil, y que de alguna manera había estado involucrada en un embarazo no deseado. Treherne también sugiere que Canning sufría de amnesia parcial, y que no mintió intencionalmente en el juicio de Squires y Wells. Este autor llama a Canning «el primer producto de medios». Aunque algunos de los primeros autores adoptaron la misma postura que Fielding o Hill, quienes activamente tomaron partido en el asunto, la mayoría de los escritores posteriores creen que Canning no dijo la verdad. Moore (1994), sin embargo, cree que Canning probablemente era inocente explica las discrepancias entre Canning y los testimonios de la familia Squires con comprensibles omisiones y modificaciones, y poniendo mucho énfasis en la capacidad de esos hombres en el poder para seguir sus propios objetivos, a menudo a expensas de los demás.